# 500 miles de Monza
Course des Deux Mondes

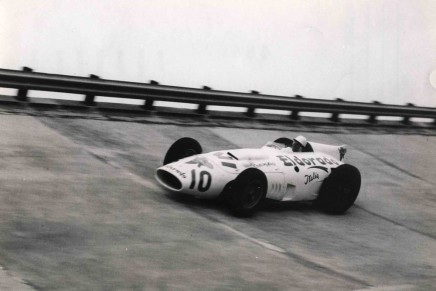
Stirling Moss sur Maserati lors de l'édition 1958.

Les 500 Miles de Monza, également connus sous le nom de la Course des Deux Mondes, étaient une compétition automobile d’exhibition se déroulant à Monza en 1957 et 1958. 
Les deux Mondes font références au Championnat de Formule 1 et au Championnat nord-américain. En effet en 1904, si la quasi-totalité des clubs automobiles nationaux européens se regroupent pour former la Association Internationale des Automobile Clubs Reconnus (AIACR), aux États-Unis en revanche, une autre fédération indépendante, l'Association américaine des automobilistes, organise la quasi-totalité des Grands Prix en Amérique du Nord indépendamment des courses européennes, en les regroupant au sein du National Championship en 1905.

## Historique
L'intention des organisateurs était de fonder un événement où les pilotes nord-américains pouvaient concurrencer directement les écuries européennes de Formule 1. L'idée a également été soutenue par Enzo Ferrari afin de tenter d'unifier les deux catégories de véhicules, compte tenu de la nécessité de maintenir au sein du calendrier du Championnat du monde l'épreuve des 500 miles d'Indianapolis. 
L'équipe américaine remporte les deux éditions: grâce à Jimmy Bryan en 1957 et à Jim Rathmann en 1958. Le succès populaire était présent, mais des inquiétudes au sujet des vitesses atteintes et les coûts ont conduit les organisateurs à ne pas renouveler cette expérience après la seconde édition.

## Palmarès
| Année | Lieu                                           | Vainqueurs | Vaincus |
| ----- | ---------------------------------------------- | --- | --- |
| 1957  | Autodromo Nazionale di Monza Lombardie, Italie | Amérique- Jimmy Bryan - Bob Veith - Pat O'Connor - Tony Bettenhausen - Eddie Sachs - Ray Crawford - Troy Ruttman - Paul Russo - Andy Linden - Johnnie Parsons                                                    | Europe- Jack Fairman - John Lawrence - Ninian Sanderson - Jean Behra - Mario Bornigia                       |
| 1958  | Autodromo Nazionale di Monza Lombardie, Italie | Amérique- Jim Rathmann - Jimmy Bryan - Rodger Ward - Bob Veith - Jimmy Reece - Don Freeland - Juan Manuel Fangio - Eddie Sachs - Ray Crawford - Maurice Trintignant - A. J. Foyt - Johnny Thomson - Troy Ruttman | Europe- Stirling Moss - Jack Fairman - Ivor Bueb - Mike Hawthorn - Luigi Musso - Phil Hill - Masten Gregory |